# Півник (яйце Фаберже)
Імператорське великоднє яйце «Півник» — одне з відомої серії великодніх яєць фірми Карла Фаберже. Виготовлене на замовлення російського імператора Миколи II у 1900 році і подароване імператором матері Марії Федорівні.

## Дизайн
Яйце-годинник «Півник» покрите прозорою фіолетовою емаллю, має круглий п'єдестал, підтримується трьома пілястрами і декороване золотими орнаментами, що виконані в поєднанні різних стилів.
Циферблат, розміщений посередині яйця, покритий прозорою біло-опаловою емаллю і декорований трилисниками та горошинами із зеленої прозорої емалі. В медальйонах із перламутрової емалі по променистому фону алмазами викладені арабські цифри. Циферблат оточений низкою перлин, над ним — викладений аркою золотий лавровий вінок з ягодами із алмазів і перлів, під циферблатом — ажурний орнамент у вигляді гірлянди із фруктів і сітчастих фестонів з китицями.
Три пілястри покриті прозоро-перламутровою емаллю і золотим орнаментом в стилі епохи Регентства. Постамент орнаментований золотими картушами з алмазами в центрі і гірляндами з боків; його верхній майданчик покритий білою емаллю під ажурним візерунком, а увігнута бокова поверхня під картушами — прозорою бузковою емаллю. Зверху яйця — золота кришечка орнаментована мереживом арабесок, в її центрі під плоским діамантом — дата «1900». На задній стінці яйця — накладка з химерним візерунком, що поєднує в собі мотиви арабесок і гравюр XVII століття.
На одній із архівних фотографій видно підвішену під циферблатом перлину у формі краплі, яка тепер загублена.

### Сюрприз
Натисканням кнопки верхня кришечка відкривається, звідти на золотій підставці піднімається мініатюрний півник. Він розкриває дзьоб, махає крилами і співає. Закінчивши співати, він повертається всередину яйця, і кришка закривається.